# Иван Ионов
Ива́н Ио́нов (настоящее имя Серге́й Вале́рьевич Грине́нко; род. 7 сентября 1979, Киев, УССР) — радиоведущий, диджей, один из наиболее известных диджеев Украины, работающий в музыкальных направлениях транс, хаус, прогрессив. Он выступал на одной сцене с такими популярными исполнителями танцевальной культуры как Armin van Buuren., Paul Van Dyk и ATB.

## Творческий путь
В 1995 году в 17-летнем возрасте становится ведущим прямого эфира на радио РОКС-Украина. В 1996 году переходит на радио ЮТаР (Киев). В 1998 году работал на радиостанции SuperNova, а в 1999 году- на Хит FM. В период работы на Хит FM Гриненко дважды (в 2000 и 2001 гг.) получает награду «Золотое Перо» от Союза Журналистов Украины за лучшие информационные и познавательные программы радио..
С началом собственного творчества Сергей Гриненко взял себе сценический псевдоним Иван Ионов.

### Признание
Известность к Сергею пришла после начала его работы на новой открывшейся радиостанции Kiss FM, где в первый же день её работы прозвучала премьера его радиошоу SoundCheck, определив новое направление в танцевальной культуре Украины. В 2004 году Гриненко окончательно меняет кресло радиоведущего на диджейский пульт. В 2005 году карьера Сергея получает стремительное развитие — он становится резидентом серии вечеринок проекта «My Trance Day» и много гастролирует. В июне 2006 году Ионов стал первым представителем Украины, отыгравшим на одной сцене перед DJ № 1 в мире того периода — Полом ван Дайком (Paul Van Dyk). По итогам сезона 2006/2007 гг. Иван Ионов стал обладателем награды «За особый вклад в развитие транс-культуры» всеукраинского рейтинга TopDJ. В начале 2009 года Ионов выступил на фестивале «Godskitchen Urban Wave» в компании нынешнего лучшего DJ планеты Армина ван Бюрена (Armin van Buuren).
Радиошоу SoundCheck продолжает оставаться популярным. Кроме радиостанции Kiss FM, Иван Ионов работает сегодня в эфире радиостанций Alt-radio и OK FM и продолжает экспериментировать